# Champions: Return to Arms
Champions: Return to Arms é um RPG eletrônico de ação desenvolvido pela Snowblind Studios e publicado pela Sony Online Entertainment lançado em fevereiro de 2005 exclusivo para PlayStation 2.
O jogo possui modo online, sendo uma sequência de Champions of Norrath, se passando no universo de EverQuest, a jogabilidade conta com matança de monstros para ganhar experiência em uma experiência tradicional hack and slash jogo contém sete classes para escolha (duas a mais que o jogo anterior), com desenvolvimento via árvore de habilidades, com modos estória e arena.